# Canadian Screen Award per il miglior attore
L'Academy of Canadian Cinema and Television conferisce un premio annuale per la migliore interpretazione di un attore in un ruolo principale alla migliore interpretazione di un attore protagonista in un film canadese. Il premio è stato presentato per la prima volta nel 1968 dai Canadian Film Awards, ed è stato presentato ogni anno fino al 1978 con l'eccezione del 1969, quando nessun lungometraggio ammissibile è stato presentato per l'esame del premio, e il 1974 a causa della cancellazione dei premi quell'anno.
Dal 1980 al 2012, il premio è stato consegnato nell'ambito della cerimonia dei Genie Awards; dal 2013 è stato presentato come parte dei nuovi Canadian Screen Awards.
Dal 1980 al 1983, solo gli attori canadesi avevano diritto al premio; Gli attori non canadesi che compaiono nei film canadesi sono stati invece considerati per il Genie Award separato per la migliore interpretazione di un attore straniero. Dopo il 1983, quest'ultimo premio è stato interrotto e sia gli attori canadesi che quelli stranieri erano eleggibili per la migliore interpretazione di un attore in un ruolo principale.

## Anni 1900

### Anni '60
| Anno                          | Candidati | Film |
| ----------------------------- | --------- | ---- |
| 1968 20° Canadian Film Awards |           |      |
| Gerard Parkes                 | Isabel    |      |
| 1969 21° Canadian Film Awards |           |      |
| Nessun premio presentato      |           |      |

### Anni '70
| Anno                          | Candidati                                       | Film |
| ----------------------------- | ----------------------------------------------- | ---- |
| 1970 22° Canadian Film Awards |                                                 |      |
| Paul Bradley                  | Goin' Down the Road                             |      |
| Doug McGrath                  | Goin' Down the Road                             |      |
| 1971 23° Canadian Film Awards |                                                 |      |
| Jean Duceppe                  | Mon oncle Antoine                               |      |
| 1972 24° Canadian Film Awards |                                                 |      |
| Gordon Pinsent                | The Rowdyman                                    |      |
| 1973 25° Canadian Film Awards |                                                 |      |
| Jacques Godin                 | O.K. ... Laliberté                              |      |
| 1974                          |                                                 |      |
| Nessun premio presentato      |                                                 |      |
| 1975 26° Canadian Film Awards |                                                 |      |
| Stuart Gillard                | Why Rock the Boat?                              |      |
| 1976 27° Canadian Film Awards |                                                 |      |
| André Melançon                | Partis pour la gloire                           |      |
| 1977 28° Canadian Film Awards |                                                 |      |
| Len Cariou                    | One Man                                         |      |
| David Petersen                | Skip Tracer                                     |      |
| Craig Russell                 | Outrageous!                                     |      |
| Marcel Sabourin               | J.A. Martin fotografo (J.A. Martin photographe) |      |
| 1978 29° Canadian Film Awards |                                                 |      |
| Richard Gabourie              | Three Card Monte                                |      |
| John Juliani                  | Marie-Anne                                      |      |
| Frank Moore                   | The Third Walker                                |      |
| Christopher Plummer           | L'amico sconosciuto (The Silent Partner)        |      |

### Anni '80
| Anno                    | Candidati                                                          | Film |
| ----------------------- | ------------------------------------------------------------------ | ---- |
| 1980 1° Genie Awards    |                                                                    |      |
| Christopher Plummer     | Assassinio su commissione (Murder by Decree)                       |      |
| Geoffrey Bowes          | Something's Rotten                                                 |      |
| Robin Gammell           | Jack London Story (Klondike Fever)                                 |      |
| Thomas Hauff            | Summer's Children                                                  |      |
| Stephen Lack            | The Rubber Gun                                                     |      |
| 1981 2° Genie Awards    |                                                                    |      |
| Thomas Peacocke         | Hounds of Notre Dame                                               |      |
| Jocelyn Bérubé          | L'homme à tout faire                                               |      |
| Lewis Furey             | Fantastica                                                         |      |
| Winston Rekert          | Suzanne                                                            |      |
| August Schellenberg     | L'affaire Coffin                                                   |      |
| 1982 3° Genie Awards    |                                                                    |      |
| Nick Mancuso            | Ticket to Heaven                                                   |      |
| Gabriel Arcand          | Les Plouffe                                                        |      |
| Gordon Pinsent          | Il silenzio del nord (Silence of the North)                        |      |
| Christopher Plummer     | Computer per un omicidio (The Amateur)                             |      |
| Winston Rekert          | Heartaches                                                         |      |
| 1983 4° Genie Awards    |                                                                    |      |
| Donald Sutherland       | A cuore aperto (Threshold)                                         |      |
| Gilles Renaud           | Une journée en taxi                                                |      |
| Saul Rubinek            | By Design                                                          |      |
| Marcel Sabourin         | Doux aveux                                                         |      |
| August Schellenberg     | Latitude 55°                                                       |      |
| 1984 5° Genie Awards    |                                                                    |      |
| Eric Fryer              | Cuore di campione (The Terry Fox Story)                            |      |
| Pierre Curzi            | Lucien Brouillard                                                  |      |
| Guy L'Écuyer            | Au clair de la lune                                                |      |
| Nick Mancuso            | Maria Chapdelaine                                                  |      |
| Alan Scarfe             | Deserters                                                          |      |
| 1985 6° Genie Awards    |                                                                    |      |
| Gabriel Arcand          | Le crime d'Ovide Plouffe                                           |      |
| Xavier Norman Petermann | Mario                                                              |      |
| Winston Rekert          | Walls                                                              |      |
| Kiefer Sutherland       | Il ragazzo della baia (The Bay Boy)                                |      |
| Kenneth Welsh           | Reno and the Doc                                                   |      |
| 1986 7° Genie Awards    |                                                                    |      |
| John Wildman            | My American Cousin                                                 |      |
| Serge Dupire            | Le matou                                                           |      |
| Ed McNamara             | Bayo                                                               |      |
| Alan Scarfe             | Overnight                                                          |      |
| R. H. Thomson           | Samuel Lount                                                       |      |
| 1987 8° Genie Awards    |                                                                    |      |
| Gordon Pinsent          | John and the Missus                                                |      |
| Pierre Curzi            | Il declino dell'impero americano (Le Déclin de l'empire américain) |      |
| Rémy Girard             | Il declino dell'impero americano (Le Déclin de l'empire américain) |      |
| Winston Rekert          | La maledizione di Janice (The Blue Man)                            |      |
| Kenneth Welsh           | Affetti pericolosi (Loyalties)                                     |      |
| 1988 9° Genie Awards    |                                                                    |      |
| Roger Lebel             | Zoo di notte (Un Zoo la nuit)                                      |      |
| David Hemblen           | Black Comedy... (Family Viewing)                                   |      |
| Jason St. Amour         | Train of Dreams                                                    |      |
| Gilles Maheu            | Zoo di notte (Un Zoo la nuit)                                      |      |
| 1989 10° Genie Awards   |                                                                    |      |
| Jeremy Irons            | Inseparabili (Dead Ringers)                                        |      |
| Zachary Ansley          | Cowboys Don't Cry                                                  |      |
| Elias Koteas            | Malarek                                                            |      |
| Jan Rubeš               | Something About Love                                               |      |
| Saul Rubinek            | L'ultima scelta di Max (The Outside Chance of Maximilian Glick)    |      |
| Ron White               | Cowboys Don't Cry                                                  |      |

## Anni 2000

### Anni '10
| Anno                           | Candidati                                                          | Film |
| ------------------------------ | ------------------------------------------------------------------ | ---- |
| 2010 31° Genie Awards          |                                                                    |      |
| Paul Giamatti                  | La versione di Barney (Barney's Version)                           |      |
| Jay Baruchel                   | The Trotsky                                                        |      |
| Robert Naylor                  | 10½                                                                |      |
| Timothy Olyphant               | High Life (High Life)                                              |      |
| François Papineau              | Route 132                                                          |      |
| 2011 32° Genie Awards          |                                                                    |      |
| Mohamed Fellag                 | Monsieur Lazhar                                                    |      |
| Garret Dillahunt               | Oliver Sherman                                                     |      |
| Michael Fassbender             | A Dangerous Method (A Dangerous Method)                            |      |
| Patrick Huard                  | Starbuck - 533 figli e... non saperlo! (Starbuck)                  |      |
| Scott Speedman                 | Edwin Boyd                                                         |      |
| 2012 1° Canadian Screen Awards |                                                                    |      |
| James Cromwell                 | Resta con me (Still Mine)                                          |      |
| Patrick Drolet                 | Tout ce que tu possèdes                                            |      |
| Marc-André Grondin             | L'affaire Dumont                                                   |      |
| David Morse                    | Collaborator                                                       |      |
| Melvil Poupaud                 | Laurence Anyways e il desiderio di una donna... (Laurence Anyways) |      |
| 2013 2° Canadian Screen Awards |                                                                    |      |
| Gabriel Arcand                 | Le démantèlement                                                   |      |
| Brendan Gleeson                | The Grand Seduction                                                |      |
| Jake Gyllenhaal                | Enemy (Enemy)                                                      |      |
| Daniel Radcliffe               | What If (What If)                                                  |      |
| Rajesh Tailang                 | Siddharth                                                          |      |
| 2014 3° Canadian Screen Awards |                                                                    |      |
| Antoine Olivier Pilon          | Mommy (Mommy)                                                      |      |
| Evan Bird                      | Maps to the Stars (Maps to the Stars)                              |      |
| Bruce Greenwood                | Elephant Song                                                      |      |
| Michael Murphy                 | Fall                                                               |      |
| Ryan Reynolds                  | The Captive - Scomparsa (The Captive)                              |      |
| 2015 4° Canadian Screen Awards |                                                                    |      |
| Jacob Tremblay                 | Room (Room)                                                        |      |
| Maxim Gaudette                 | Les êtres chers                                                    |      |
| Jasmin Geljo                   | The Waiting Room                                                   |      |
| Christopher Plummer            | Remember (Remember)                                                |      |
| Rossif Sutherland              | River                                                              |      |
| 2016 5° Canadian Screen Awards |                                                                    |      |
| Stephan James                  | Race - Il colore della vittoria (Race)                             |      |
| Jared Abrahamson               | Hello Destroyer                                                    |      |
| Lawrence Barry                 | Riverhead                                                          |      |
| Chen Gang                      | Lao Shi                                                            |      |
| Andrew Gillis                  | Werewolf                                                           |      |
| 2017 6° Canadian Screen Awards |                                                                    |      |
| Nabil Rajo                     | Boost                                                              |      |
| Antoine L'Écuyer               | La petite fille qui aimait trop les allumettes                     |      |
| Tzi Ma                         | Amore e tradimento (Meditation Park)                               |      |
| Émile Proulx-Cloutier          | Nous sommes les autres                                             |      |
| Gabriel Sabourin               | C'est le coeur qui meurt en dernier                                |      |
| 2018 7° Canadian Screen Awards |                                                                    |      |
| Théodore Pellerin              | Chien de garde                                                     |      |
| Martin Dubreuil                | La grande noirceur                                                 |      |
| Paul Nutarariaq                | The Grizzlies                                                      |      |
| Brandon Oakes                  | Through Black Spruce                                               |      |
| Michael Rowe                   | Crown and Anchor                                                   |      |
| 2019 8° Canadian Screen Awards |                                                                    |      |
| Mark O'Brien                   | Goalie                                                             |      |
| Dan Beirne                     | The 20th Century                                                   |      |
| Marc-André Grondin             | Mafia Inc.                                                         |      |
| Ryan McDonald                  | Black Conflux                                                      |      |
| Gilbert Sicotte                | Il pleuvait des oiseaux                                            |      |